# Volta a Cataluña 1982
La Volta a Cataluña de 1982 fue 62.ª edición de la Volta a Cataluña, que se disputó en 7 etapas del 8 al 15 de septiembre de 1982 con un total de 1249,3 km. El vencedor final fue el cántabro Alberto Fernández del equipo Teka por delante Pere Muñoz del Zor-Gemeaz, y de Julián Gorospe del Reynolds.
La segunda y séptima etapas estabas divididas en dos sectores. Hubo dos contrarrelojes individuales: una al Prólogo de Playa de Aro y la otra en el primer sector de la séptima etapa en Cambrils.
Los tiempos del segundo sector de la segunda etapa, no contaban para la general y solo valían las bonificaciones.
Alberto Fernández conseguía la victoria más importante de su corta carrera.

## Etapas
| Etapa   | Fecha            | Ciudades de etapa                 | km    | Vencedor de la etapa | Líder de la general |
| ------- | ---------------- | --------------------------------- | ----- | -------------------- | ------------------- |
| Prólogo | 8 de septiembre  | Playa de Aro – Playa de Aro (CRI) | 3,8   | Daniel Gisiger       | Daniel Gisiger      |
| 1.ª     | 9 de septiembre  | Playa de Aro – Ogassa             | 177,3 | José Luis Laguía     | Daniel Gisiger      |
| 2.ª     | 10 de septiembre | Ogassa – Mataró                   | 142,0 | Johan van der Velde  | Serge Demierre      |
| 2.ª B   | 10 de septiembre | Barcelona – Barcelona             | 40,0  | José Luis Laguía     | Johan van der Velde |
| 3.ª     | 11 de septiembre | Barcelona - Lérida                | 183,0 | Ludo Peeters         | Johan van der Velde |
| 4.ª     | 12 de septiembre | Lérida - Viella                   | 199,5 | Ángel Ocaña          | Johan van der Velde |
| 5.ª     | 13 de septiembre | Pont de Suert - Manresa           | 196,5 | Ismael Lejarreta     | Emanuele Bombini    |
| 6.ª     | 14 de septiembre | Manresa – Villanueva y Geltrú     | 145,0 | Ludo Peeters         | Pedro Muñoz         |
| 7.ª     | 15 de septiembre | Cambrils – Cambrils (CRI)         | 26,2  | Alberto Fernández    | Alberto Fernández   |
| 7.ª B   | 15 de septiembre | Cambrils – Salou                  | 136,0 | Patrick Cocquyt      | Alberto Fernández   |

### Prólogo[1]
08-09-1982: Playa de Aro – Playa de Aro, 3,8 km. (CRI):
|   | Ciclista          | Equipo             | Tiempo |
| - | ----------------- | ------------------ | ------ |
| 1 | Daniel Gisiger    | Hoonved-Bottecchia | 5' 14" |
| 2 | Serge Demierre    | Cilo-Aufina        | + 04"  |
| 3 | Alberto Fernández | Teka               | + 07"  |

|   | Ciclista          | Equipo             | Tiempo |
| - | ----------------- | ------------------ | ------ |
| 1 | Daniel Gisiger    | Hoonved-Bottecchia | 5' 14" |
| 2 | Serge Demierre    | Cilo-Aufina        | + 04"  |
| 3 | Alberto Fernández | Teka               | + 07"  |

### 1.ª etapa[2]
09-09-1982: Playa de Aro – Ogassa, 177,3:
|   | Ciclista            | Equipo     | Tiempo     |
| - | ------------------- | ---------- | ---------- |
| 1 | José Luis Laguía    | Reynolds   | 5h 07' 04" |
| 2 | Ludo Peeters        | TI-Raleigh | m. t.      |
| 3 | Johan van der Velde | TI-Raleigh | m. t.      |

|   | Ciclista          | Equipo             | Tiempo     |
| - | ----------------- | ------------------ | ---------- |
| 1 | Daniel Gisiger    | Hoonved-Bottecchia | 5h 12' 18" |
| 2 | Serge Demierre    | Cilo-Aufina        | + 04"      |
| 3 | Alberto Fernández | Teka               | + 07"      |

### 2.ª etapa[3]
10-09-1982: Ogassa – Mataró, 142,0 km.:
| Resultado de la 2ª etapa A \| \| Ciclista \| Equipo \| Tiempo \| \| - \| ------------------- \| ----------- \| ---------- \| \| 1 \| Johan van der Velde \| TI-Raleigh \| 3h 19' 35" \| \| 2 \| Serge Demierre \| Cilo-Aufina \| m. t. \| \| 3 \| Juan Fernández \| Kelme \| + 43" \| |                     |             |            |
| | Ciclista            | Equipo      | Tiempo     |
| 1 | Johan van der Velde | TI-Raleigh  | 3h 19' 35" |
| 2 | Serge Demierre      | Cilo-Aufina | m. t.      |
| 3 | Juan Fernández      | Kelme       | + 43"      |

### 2.ª etapa B
10-09-1982: Barcelona - Barcelona, 40,0 km.:
|   | Ciclista         | Equipo      | Tiempo            |
| - | ---------------- | ----------- | ----------------- |
| 1 | José Luis Laguía | Reynolds    | 1h 10' 41" (-15") |
| 2 | José Recio       | Kelme       | m. t. (-12")      |
| 3 | Eddy Vanhaerens  | Zafiro-Marc | m. t. (-10")      |

|   | Ciclista            | Equipo      | Tiempo     |
| - | ------------------- | ----------- | ---------- |
| 1 | Johan van der Velde | TI-Raleigh  | 8h 31' 57" |
| 2 | Serge Demierre      | Cilo-Aufina | m. t.      |
| 3 | Alberto Fernández   | Teka        | + 46"      |

### 3.ª etapa[4]
11-09-1982: Barcelona - Lérida, 183,0 km.:
|   | Ciclista          | Equipo      | Tiempo     |
| - | ----------------- | ----------- | ---------- |
| 1 | Ludo Peeters      | TI-Raleigh  | 4h 59' 51" |
| 2 | Michel Pollentier | Zafiro-Marc | m. t.      |
| 3 | Celestino Prieto  | Kelme       | m. t.      |

|   | Ciclista            | Equipo      | Tiempo      |
| - | ------------------- | ----------- | ----------- |
| 1 | Johan van der Velde | TI-Raleigh  | 13h 31' 58" |
| 2 | Serge Demierre      | Cilo-Aufina | m. t.       |
| 3 | Alberto Fernández   | Teka        | + 36"       |

### 4.ª etapa[5]
12-09-1982: Lérida - Vielha, 199,5 km.:
|   | Ciclista         | Equipo             | Tiempo     |
| - | ---------------- | ------------------ | ---------- |
| 1 | Ángel Ocaña      | Zor-Gemeaz         | 6h 11' 21" |
| 2 | Serge Demierre   | Cilo-Aufina        | + 01' 09"  |
| 3 | Emanuele Bombini | Hoonved-Bottecchia | m. t.      |

|   | Ciclista            | Equipo      | Tiempo      |
| - | ------------------- | ----------- | ----------- |
| 1 | Johan van der Velde | TI-Raleigh  | 19h 44' 28" |
| 2 | Serge Demierre      | Cilo-Aufina | m. t.       |
| 3 | Alberto Fernández   | Teka        | + 36"       |

### 5.ª etapa[6]
13-09-1982: Pont de Suert - Manresa, 196,5 km. :
|   | Ciclista          | Equipo      | Tiempo     |
| - | ----------------- | ----------- | ---------- |
| 1 | Ismael Lejarreta  | Teka        | 5h 13' 25" |
| 2 | Julius Thalmann   | Cilo-Aufina | + 10' 37"  |
| 3 | Jacques Hanegraaf | TI-Raleigh  | m. t.      |

|   | Ciclista            | Equipo             | Tiempo      |
| - | ------------------- | ------------------ | ----------- |
| 1 | Emanuele Bombini    | Hoonved-Bottecchia | 25h 09' 31" |
| 2 | Johan van der Velde | TI-Raleigh         | + 36"       |
| 3 | Serge Demierre      | Cilo-Aufina        | m. t.       |

### 6.ª etapa[7]
14-09-1982: Manresa – Villanueva y Geltrú, 145,0 km.:
|   | Ciclista      | Equipo      | Tiempo     |
| - | ------------- | ----------- | ---------- |
| 1 | Ludo Peeters  | TI-Raleigh  | 3h 38' 58" |
| 2 | Hubert Seiz   | Cilo-Aufina | m. t.      |
| 3 | Vicente Belda | Kelme       | m. t.      |

|   | Ciclista          | Equipo      | Tiempo      |
| - | ----------------- | ----------- | ----------- |
| 1 | Pedro Muñoz       | Zor-Gemeaz  | 28h 49' 56" |
| 2 | Alberto Fernández | Teka        | + 10"       |
| 3 | Hubert Seiz       | Cilo-Aufina | + 01' 19"   |

### 7.ª etapa[8]
15-09-1982: Cambrils – Cambrils, 26,2 km. (CRI):
| Resultado de la 7ª etapa A \| \| Ciclista \| Equipo \| Tiempo \| \| - \| ------------------- \| ------------------ \| ------- \| \| 1 \| Alberto Fernández \| Teka \| 33' 02" \| \| 2 \| Daniel Gisiger \| Hoonved-Bottecchia \| +16" \| \| 3 \| Gerard Veldscholten \| TI-Raleigh \| +50" \| |                     |                    |         |
| | Ciclista            | Equipo             | Tiempo  |
| 1 | Alberto Fernández   | Teka               | 33' 02" |
| 2 | Daniel Gisiger      | Hoonved-Bottecchia | +16"    |
| 3 | Gerard Veldscholten | TI-Raleigh         | +50"    |

### 7.ª etapa B
15-09-1982: Cambrils – Salou, 136,0 km.:
|   | Ciclista          | Equipo      | Tiempo     |
| - | ----------------- | ----------- | ---------- |
| 1 | Patrick Cocquyt   | Zafiro-Marc | 3h 37' 09" |
| 2 | Gilbert Glaus     | Cilo-Aufina | +13' 35"   |
| 3 | Jacques Hanegraaf | TI-Raleigh  | m. t.      |

|   | Ciclista          | Equipo     | Tiempo      |
| - | ----------------- | ---------- | ----------- |
| 1 | Alberto Fernández | Teka       | 33h 13' 53" |
| 2 | Pedro Muñoz       | Zor-Gemeaz | + 51"       |
| 3 | Julián Gorospe    | Reynolds   | + 02' 12"   |

## Clasificación General
|    | Ciclista            | Equipo             | Tiempo      |
| -- | ------------------- | ------------------ | ----------- |
|    | Alberto Fernández   | Teka               | 33h 13' 53" |
| 2  | Pedro Muñoz         | Zor-Gemeaz         | + 51"       |
| 3  | Julián Gorospe      | Reynolds           | + 02' 12"   |
| 4  | Hubert Seiz         | Cilo-Aufina        | + 03' 10"   |
| 5  | Vicente Belda       | Kelme              | + 04' 35"   |
| 6  | Faustino Rupérez    | Zor-Gemeaz         | + 09' 06"   |
| 7  | Emanuele Bombini    | Hoonved-Bottecchia | + 09' 08"   |
| 8  | Serge Demierre      | Cilo-Aufina        | + 09' 57"   |
| 9  | Johan van der Velde | TI-Raleigh         | + 09' 57"   |
| 10 | Steven Rooks        | TI-Raleigh         | + 09' 58"   |

## Clasificaciones secundarias
|   | Ciclista           | Equipo     | Puntos    |
| - | ------------------ | ---------- | --------- |
| 1 | Pedro Muñoz        | Zor-Gemeaz | 51 puntos |
| 2 | Vicente Belda      | Kelme      | 39 puntos |
| 3 | Ángel de las Heras | Kelme      | 34 puntos |

|   | Ciclista         | Equipo      | Puntos    |
| - | ---------------- | ----------- | --------- |
| 1 | Patrick Cocquyt  | Zafiro-Marc | 37 puntos |
| 2 | Johan Lammerts   | TI-Raleigh  | 13 puntos |
| 3 | Ismael Lejarreta | Teka        | 11 puntos |

|   | Ciclista            | Equipo             | Puntos    |
| - | ------------------- | ------------------ | --------- |
| 1 | Johan van der Velde | TI-Raleigh         | 36 puntos |
| 2 | Ludo Peeters        | TI-Raleigh         | 30 puntos |
| 3 | Emanuele Bombini    | Hoonved-Bottecchia | 28 puntos |

|   | Equipo      | Nacionalidad | Tiempo       |
| - | ----------- | ------------ | ------------ |
| 1 | TI-Raleigh  | Países Bajos | 103h 29' 37" |
| 2 | Cilo-Aufina | Suiza        | + 50"        |
| 3 | Zor-Gemeaz  | España       | + 1' 09"     |